# Роланд Сольнокі
Роланд Сольнокі (угор. Roland Szolnoki, нар. 21 січня 1992, Мор) — угорський футболіст, захисник клубу «Академія Пушкаша».
Виступав, зокрема, за клуб «Відеотон», а також національну збірну Угорщини.
Чемпіон Угорщини.

## Клубна кар'єра
Народився 21 січня 1992 року в місті Мор. Вихованець юнацьких команд футбольних клубів «Відеотон» та «Академія Пушкаша».
У дорослому футболі дебютував 2010 року виступами за команду «Відеотон», в якій провів вісім сезонів, взявши участь у 132 матчах чемпіонату. 
До складу клубу «Академія Пушкаша» приєднався 2018 року. Станом на 22 липня 2024 року відіграв за клуб з Фельчута 130 матчів в національному чемпіонаті.

## Виступи за збірні
У 2010 році дебютував у складі юнацької збірної Угорщини (U-19), загалом на юнацькому рівні взяв участь у 4 іграх.
Протягом 2012–2014 років залучався до складу молодіжної збірної Угорщини. На молодіжному рівні зіграв в 11 офіційних матчах.
У 2015 році дебютував в офіційних матчах у складі національної збірної Угорщини.

## Титули і досягнення
- Чемпіон Угорщини (1):

«Відеотон»: 2014-2015, 2017-2018